# Kurt Lenk
Kurt Lenk (* 30. Januar 1929 in Kaaden, Tschechoslowakei; † 11. August 2022 in Erlangen) war ein deutscher Politologe.

## Leben
Lenk wuchs in einer sudetendeutschen Familie in der Tschechoslowakei auf, die es nach Kriegsende im Zuge der Flucht und Vertreibung Deutscher aus Mittel- und Osteuropa 1945–1950 nach Hessen verschlug. Er studierte an der Universität Frankfurt am Main u. a. bei Theodor W. Adorno, Max Horkheimer und Carlo Schmid. Im Jahre 1956 wurde er mit einer Arbeit zu Max Scheler promoviert. Weil Horkheimer ihn für zu links hielt, wechselte er für die Habilitation wie Jürgen Habermas an die Universität Marburg zu Wolfgang Abendroth. Dort war er auch Privatdozent und Wissenschaftlicher Rat. 1966 wechselte er an die Universität Erlangen-Nürnberg und lehrte dort bis 1972. Danach war er Direktor des Instituts für Politische Wissenschaft an der RWTH Aachen bis zu seiner Emeritierung 1994. Sein Hauptaugenmerk galt vor allem dem Konservatismus und dem Rechtsextremismus in der Bundesrepublik Deutschland. Lenk veröffentlichte zahlreiche Bücher zum Thema Ideologie und Konservatismus.

## Theorien der Revolution
Das 1973 erschienene Werk (2. Aufl. 1981) versucht den Begriff der Revolution zu klären. Lenk strukturiert darin das „facettenreiche Thema der Revolution“ und rekonstruiert verschiedene Revolutionstheorien. Er erläutert die Dialektik der Revolution bei Karl Marx und Friedrich Engels und vergleicht sie mit den Revolutionstheorien von Michail Bakunin, Pierre-Joseph Proudhon und Ferdinand Lassalle, vor allem die Unterschiede im Konzept des revolutionären Staates und im Prinzip der Anarchie.
Lenk untersucht das Verhältnis von Reform und Revolution in der Politik der Sozialistischen Internationale im Verlauf des 19. Jahrhunderts und zeigt auf, wie daraus die radikale Linke am Beispiel Rosa Luxemburg ihre Theorie ableitete, die der Masse die entscheidende Rolle im revolutionären Geschehen zumaß. Lenk vergleicht die Rollen von Spontaneität und Organisation in den Theorien von Luxemburg und Lenin. Als letzte Revolutionstheorie beschreibt Lenk Leo Trotzkis „Theorie der permanenten Revolution“ und vergleicht sie mit Stalins Thesen in dem Werk Grundlagen des Leninismus.

## Politische Soziologie
Lenk stellt in diesem 1982 erschienenen Werk vor allem die Klärung ideologieverbundener und vorurteilgebundener Begriffe in den Vordergrund. Seine Absicht ist, verschiedenartige Begriffe anhand einer „neutralen“, politikwissenschaftlichen Methode zu erklären. Hierbei ist es ihm wichtig, dass dies ohne Vorab-Definitionen, Vorurteile oder Emotionen geschieht. Im Besonderen widmet sich Lenk der Klärung des Politikbegriffs. Hierbei geht er auch auf die Wahrnehmung durch die Öffentlichkeit ein. Des Weiteren versucht er mit soziologischen Methoden die Entstehung von Ressentiments innerhalb der Bevölkerung gegenüber dem Politikbegriff zu erklären. Im weiteren Verlauf dieses Werkes widmet Lenk sich dann der Analyse von Schlüsselbegriffen der Politikwissenschaft wie: Macht und Gewalt, Herrschaft, Bürokratie, Elite, Demokratie sowie Mentalität und Öffentlichkeit. Viele seiner Werke sind Einführungen für Studenten, die sich mit den Grundbegriffen der Politikwissenschaft und ihren Problemen befassen wollen.

## Ideologie
In seinem 1961 erstmals erschienenen Werk Ideologie versucht Lenk, den Begriff der Ideologie zu klären und das Problem der Ideologie aufzuzeigen. Als Beispiele verwendet er Begriffe des Kalten Krieges, als Methoden den Kritischen Rationalismus und die Kritische Theorie. Lenk will in dem Werk die politische Intention ideologiekritischer wissenschaftlicher Arbeit und die Legitimitätskrise etablierter staatlicher Ordnungen aufzeigen. Um zur Identitätsfindung des kritischen Bewusstseins beizutragen, befragt er anhand verschiedener politologischer und soziologischer Werke die historischen, sozioökonomischen und politischen Aspekte des Ideologieproblems.
Zur Gliederung des Werkes: Im Kapitel Kritik an der Religion zitiert Lenk u. a. Ludwig Feuerbach und Sigmund Freud. Im Kapitel Marxsche Ideologiekritik und ihre Weiterbildung setzt sich Lenk mit Werken von Karl Marx und Ernst Bloch auseinander. Danach untersucht er die „positivistische Ideologienlehre“ von Auguste Comte und Theodor Geiger und schließt mit der Deutschen Wissenssoziologie (mit einem Ausschnitt aus einem Werk Karl Mannheims).
In seinem Werk Rechts, wo die Mitte ist griff Lenk das Thema 1994 wieder auf und schlug dort eine Einteilung des Komplexes Ideologie in vier Ideologietypen vor.

## Marx in der Wissenssoziologie
In diesem 1972 erschienenen Werk widmet sich Lenk der Richtigstellung und der Rekonstruktion der Marxschen Ideologiekritik, welche er aufgrund der Verfälschung durch den Vulgärmarxismus und die deutsche Soziologie für nötig erachtet. Zunächst analysiert Lenk die deutsche Soziologie am Leitfaden der Ideologiekritik. Zuerst behandelt Lenk den Begriff der Ideologie wie ihn Marx und Hegel gebrauchten, um dann einen Strukturvergleich zwischen den Lehren Marx’ und Freuds vorzunehmen. Sodann widmet er sich dem Ideologiebegriff bei Mannheim. Das darauf folgende Kapitel heißt: Die Ohnmacht des Geistes.
Der letzte Abschnitt erläutert Max Webers Lösung des Werturteilsstreits zur Ideologiekritik von Theodor Geiger. Die ursprüngliche Fassung dieser Untersuchung war 1964 Lenks Habilitationsschrift an der philosophischen Fakultät Marburg an der Lahn und trug damals den Titel: Ideologiebegriff und Marxrezeption in der deutschen Wissenssoziologie.

## Deutscher Konservatismus
Deutscher Konservatismus ist das wohl bekannteste Werk von Kurt Lenk. Es erschien 1989. Beginnend mit einer historisch-spezifizierenden Interpretation der Definition des Konservatismus, verweist Lenk auch auf die in seinen Augen herausragenden Studien über den deutschen Konservatismus von Karl Mannheim und verweist darüber auf etwaige neuere Ansätze auf diesem Forschungsgebiet. Zunächst analysiert und erläutert Lenk die Strukturen konservativen Denkens und verweist vor allem auf die Problematik der Kontinuität im Sinne von konstanten gedanklichen Motiven des Konservatismus (z. B. die Idee von der politischen Herrschaft, welche von  einer höheren Instanz verliehen und legitimiert wird).
Auch das Vertrauen in die „Vernunft der Institutionen“ und der damit einhergehende Glaube an die Notwendigkeit selbiger im Sinne eines Hobbes’schen Menschenbildes wird von Lenk dargelegt. Ebenso wird der Unterschied von liberalem und konservativem Denken von Lenk explizit analysiert. Danach legt Lenk die historischen Etappen des klassischen Konservatismus dar, welche er wie folgt unterteilt:
- Frühkonservatismus
- Kritik der Gleichheit
- Politische Revolutionsdeutung
- Vergleich der Werte Autorität und Autonomie
- Historischer Bezug
- Die Idee des Staates

Als letztes behandelt Lenk den Konservatismus und den Neokonservatismus der Bundesrepublik von der Nachkriegszeit bis zur Postmoderne und geht im Besonderen  auf den Wandel der Begriffe (am Beispiel der totalitären Demokratie) und die Wertekollisionen der Konservativen im Besonderen nach der Wiedervereinigung ein.

## Veröffentlichungen
- Von der Ohnmacht des Geistes. Kritische Darstellung der Spätphilosophie Max Schelers. Hopfer, Tübingen 1959.
- Volk und Staat. Strukturwandel politischer Ideologien im 19. und 20. Jahrhundert. Kohlhammer, Stuttgart 1971.
- Wie demokratisch ist der Parlamentarismus? Kohlhammer, Stuttgart 1972, ISBN 3-17-233021-4.
- Politische Wissenschaft. Ein Grundriß. Kohlhammer, Stuttgart 1975.
- Staatsgewalt und Gesellschaftstheorie. Fink, München 1980.
- Theorien der Revolution. Fink, München 1973; 2. Auflage 1981.
- Politische Soziologie. Strukturen und Integrationsformen der Gesellschaft. Kohlhammer, Stuttgart 1982.
- Ideologie. Ideologiekritik und Wissenssoziologie. 9. Auflage. Frankfurt a. M. 1984; zuerst: Luchterhand, Neuwied 1961.
- Marx in der Wissenssoziologie. Studien zur Rezeption der Marxschen Ideologiekritik. 2. Auflage. zu Klampen, Lüneburg 1986.
- (zusammen mit Berthold Franke): Theorie der Politik. Campus, Frankfurt/M. 1987.
- Deutscher Konservatismus. Campus, Frankfurt a. M. 1989.
- Rechts, wo die Mitte ist. Studien zur Ideologie. Rechtsextremismus, Nationalsozialismus, Konservativismus. Nomos, Baden-Baden 1994.
- Vordenker der neuen Rechten. Campus, Frankfurt a. M./New York 1997.
- Von Marx zur kritischen Theorie. Dreißig Interventionen. Unrast, Münster 2009.